# Японський телефонний алфавіт
Японський телефонний алфавіт (яп. 和文通話表, わぶんつうわひょう, Таблиця для японського тексту при телефонних переговорах) — фонетичний алфавіт для японської мови, сконструйований для передачі і прийому знаків кани, чисел та інших знаків.
Алфавіт був розроблений японським Міністерством пошти та телекомунікацій (з 2001 року розформовано). Використовується також збройними силами Японії.

## Букви
До кожного складу кани приписується слово, яке починається з цього складу, наприклад, «Сакура но СА» — «СА як в "Сакура"». Дзвінкі склади, які на письмі позначаються знаком дзвінкості (дакутен), не мають власних слів і передаються як глухі з подальшим додаванням слова «дакутен»: так, склад «дза» вимовляється як «Сакура но СА дакутен». Склади ряду «па», що позначаються хандакутеном, передаються як склади ряду «ха» з подальшим додаванням слова «хандакутен»: наприклад, «пе» вимовляється як «Хейва но ХЕ хандакутен».
| Кана  | Прочитання               | Кана  | Прочитання               | Кана  | Прочитання                  | Кана  | Прочитання                  | Кана  | Прочитання                 |
| ----- | ------------------------ | ----- | ------------------------ | ----- | --------------------------- | ----- | --------------------------- | ----- | -------------------------- |
| あ/ア | 朝日のア Асахі но А      | い/イ | いろはのイ Іроха но І    | う/ウ | 上野のウ Уено но У          | え/エ | 英語のエ Ейґо но Е          | お/オ | 大阪のオ О:сака но О       |
| か/カ | 為替のカ Кавасе но КА    | き/キ | 切手のキ Кітте но КІ     | く/ク | クラブのク Курабу но КУ     | け/ケ | 景色のケ Кесікі но КЕ       | こ/コ | 子供のコ Кодомо но КО      |
| さ/サ | 桜のサ Сакура но СА      | し/シ | 新聞のシ Сімбун но СІ    | す/ス | すずめのス Судзуме но СУ    | せ/セ | 世界のセ Секай но СЕ        | そ/ソ | そろばんのソ Соробан но СО |
| た/タ | 煙草のタ Табако но ТА    | チ    | ちどりのチ Тідорі но ТІ  | つ/ツ | つるかめのツ Цурукаме но ЦУ | て/テ | 手紙のテ Теґамі но ТЕ       | と/ト | 東京のト То:кьо: но ТО     |
| な/ナ | 名古屋のナ Наґоя но НА   | に/ニ | 日本のニ Ніппон но НІ    | ぬ/ヌ | 沼津のヌ Нумадзу но НУ      | ね/ネ | ねずみのネ Недзумі но НЕ    | の/ノ | 野原のノ Нохара но НО      |
| は/ハ | はがきのハ Хаґакі но ХА  | ひ/ヒ | 飛行機のヒ Хіко:кі но ХІ | ふ/フ | 富士山のフ Фудзісан но ФУ   | へ/ヘ | 平和のヘ Хейва но ХЕ        | ほ/ホ | 保険のホ Хокен но ХО       |
| ま/マ | マッチのマ Матті но МА   | み/ミ | 三笠のミ Мікаса но МІ    | む/ム | 無線のム Мусен но МУ        | め/メ | 明治のメ Мейдзі но МЕ       | も/モ | もみじのモ Момідзі но МО   |
| や/ヤ | 大和のヤ Ямато но Я      |       |                          | ゆ/ユ | 弓矢のユ Юмія но Ю          |       |                             | よ/ヨ | 吉野のヨ Йосіно но ЙО      |
| ら/ラ | ラジオのラ Радзіо но РА  | り/リ | りんごのリ Рінґо но РІ   | る/ル | 留守居のル Русуї но РУ      | れ/レ | れんげのレ Ренґе но РЕ      | ろ/ロ | ローマのロ Ро:ма но РО     |
| わ/ワ | わらびのワ Варабі но ВА  | ゐ/ヰ | ゐどのヰ Відо но (В)І    |       |                             | ゑ/ヱ | 鍵のあるヱ Каґі но ару (В)Е | を/ヲ | 尾張のヲ (В)Оварі но (В)О  |
| ん/ン | おしまいのン Ошімай но Н | ゛    | 濁点 Дакутен             | ゜    | 半濁点 Хандакутен           |       |                             |       |                            |

## Цифри
Для передачі цифр у японському телефонному алфавіті використовується словосполучення «су:дзі но …» («цифра …»), що пишеться перед словом. Оскільки в японській для кожного з кількісних числівників існує дві назви (китайського походження і японського) і деякі з них співзвучні, для цифр вибираються максимально несхожі вимови, щоб уникнути помилки при прийомі на слух. Наприклад, співзвучні назви «іті» (один) і «сіті» (сім), тому у фонетичному алфавіті вони називаються відповідно «су:дзі но хіто» і «су:дзі но нана».
| Цифра | Прочитання     | Цифра | Прочитання     | Цифра | Прочитання     | Цифра | Прочитання    | Цифра | Прочитання     |
| ----- | -------------- | ----- | -------------- | ----- | -------------- | ----- | ------------- | ----- | -------------- |
| 一    | Су:дзі но хіто | 二    | Су:дзі но ні   | 三    | Су:дзі но сан  | 四    | Су:дзі но йон | 五    | Су:дзі но ґо   |
| 六    | Су:дзі но року | 七    | Су:дзі но нана | 八    | Су:дзі но хаті | 九    | Су:дзі но кю: | 〇    | Су:дзі но мару |

## Спеціальні символи
| Знак | Прочитання | Знак | Прочитання | Знак | Прочитання | Знак | Прочитання     | Знак | Прочитання    |
| ---- | ---------- | ---- | ---------- | ---- | ---------- | ---- | -------------- | ---- | ------------- |
| ー   | Тьо:он     | 、   | Куґірі тен | ∟    | Данраку    | （   | Сітамукі какко | ）   | Увамукі какко |